# Pollada
Pollada – peruwiańskie danie, a także popularny w Peru sposób zbierania pieniędzy na jakiś ważny i nagły cel. Gospodarze przygotowują imprezę, podczas której zawsze jest podawane danie z kurczaka (pollada, hiszp. pollo – kurczak) i piwo. Za wejście uczestnicy imprezy składają dobrowolne datki, piwo jest płatne dodatkowo. Impreza może być połączona z zabawą.

## Historia
Według danych Global Findex w 2011 roku konto w banku miało tylko 20% dorosłych Peruwiańczyków. Pollada jest pozabankowym sposobem zdobywania funduszy. W połowie lat 80. XX wieku podczas kryzysu wśród ubogiej ludności pojawił się nowy sposób zbierania większej kwoty pieniędzy na pokrycie kosztów leczenia lub edukacji. Nazwa spotkania pochodzi od ptaka: zawsze jest podawane danie z kurczaka, który może być grillowany lub smażony, z dodatkiem ziemniaków i sałatką.

## Organizacja
Osoby organizujące polladę przygotowują bileciki z informacją, kiedy ona się odbędzie, jaki jest cel zbiórki, i rozprowadzają je wśród znajomych. Może być to operacja któregoś z członków rodziny, pokrycie kosztów nagłej podróży, wylanie stropu, wykończenie piętra, dociągnięcie linii elektrycznej czy podłączenie kanalizacji. Są też zbiórki pro-celular (na telefon komórkowy) lub pro-divorcio (na opłaty związane ze sprawą rozwodową). Przyjęcie biletu jest zobowiązaniem przybycia i wpłacenia określonej kwoty (zwykle 6–8 soli). Pieniądze zbierane są przy wejściu na imprezę. Organizatorzy zaznaczają na specjalnej karcie fakt przybycia i wręczają obowiązkowy poczęstunek. Imprezie często towarzyszy muzyka i zabawa taneczna. Dodatkowy dochód przynosi gospodarzom sprzedaż piwa. Zysk z pollady może wynieść nawet ponad 2000 soli, co jest dużą sumą, ponieważ średnie miesięczne dochody peruwiańskich rodzin wynoszą 600–800 soli.

## Masakra z 3 listopada 1991 roku
3 listopada 1991 roku w jednej z dzielnic Limy, Barrios Altos odbywała się pollada. Późnym wieczorem ośmiu mężczyzn przy pomocy tajnego współpracownika wyszukało w tłumie kilkanaście osób, które zostały zastrzelone. Po wykonaniu wyroku na ich ciałach rozłożono egzemplarze gazety „El Diario”, czyli dziennika popierającego Świetlisty Szlak. Wśród ofiar był 9-letni chłopiec, który nie chciał opuścić ojca.
Zabójstwa dokonała grupa operacyjna peruwiańskiego wywiadu, tzw. Grupa Colina. Przypuszcza się, że celem pollady było zbieranie pieniędzy na rzecz Świetlistego Szlaku.

## Danie
Składniki: pokrojony kurczak, czerwony ocet, papryczki chili, czosnek, żółty pieprz, sok z cytryny, sól i pieprz, kminek (do smaku). Pokrojonego kurczaka należy zamarynować przez noc w przyprawach. Kolejnego dnia można go usmażyć w oleju lub grillować. Kurczak podawany jest z ziemniakami i sałatką.